# 2008年の日本公開映画/6月
- 7日
  - リボルバー（ イギリス・ フランス）
  - 美しすぎる母（ スペイン・ フランス・ アメリカ合衆国）
  - ブルー・ブルー・ブルー（ オーストラリア）
  - シークレット・サンシャイン（ 韓国）
  - 神様のパズル（ 日本）
  - ザ・マジックアワー（ 日本）
  - 築地魚河岸三代目（ 日本）
  - 春よこい（ 日本）
  - ぐるりのこと。（ 日本）
  - 休暇（ 日本）
  - ばけもの模様（ 日本）
  - 新・監禁逃亡（ 日本）
  - TOPLESS（ 日本）
  - チベットチベット（ 日本/ドキュメンタリー）
- 14日
  - JUNO/ジュノ（ アメリカ合衆国）
  - イースタン・プロミス（ イギリス・ カナダ・ アメリカ合衆国）
  - ぼくの大切なともだち（ フランス）
  - REC/レック（ スペイン）
  - 1000の言葉よりも -報道写真家ジブ・コーレン（ イスラエル/ドキュメンタリー）
  - 1978年、冬。（ 中国・ 日本）
  - 花はどこへいった（ 日本）
  - DIVE!!（ 日本）
  - ドモ又の死（ 日本）
  - 四畳半革命 白夜に死す（ 日本）
  - デコトラの鷲（しゅう）其の五 火の国熊本親子特急便（ 日本）
- 21日
  - インディ・ジョーンズ/クリスタル・スカルの王国（ アメリカ合衆国）
  - 奇跡のシンフォニー（ アメリカ合衆国）
  - ダウン・ザ・バレル（ アメリカ合衆国）
  - ワン カリフォルニア デイ（ アメリカ合衆国）
  - 屋敷女（ フランス）
  - コミュニストはSEXがお上手?（ ドイツ/ドキュメンタリー）
  - 西の魔女が死んだ（ 日本）
  - ハブと拳骨（ 日本）
  - インモラル（ 日本）
  - えんこえれじー 浅草哀歌（ 日本）
- 22日
  - 那須少年記（ 日本）
- 28日
  - 告発のとき（ アメリカ合衆国）
  - シャークウォーター 神秘なる海の世界（ アメリカ合衆国/ドキュメンタリー）
  - 水の中のつぼみ（ フランス）
  - バグズ・ワールド（ フランス/ドキュメンタリー）
  - マーキュリーマン（ タイ）
  - ミラクル7号（ 香港）
  - 今日という日が最後なら、（ 日本）
  - 花より男子F（ 日本）
  - 歩いても 歩いても（ 日本）
  - 刀狩るもの 〜二本松の冒険〜（ 日本）
  - 花の袋（ 日本）
  - ネコナデ（ 日本）
  - 秘密潜入捜査官 ワイルドキャッツ in ストリップ ロワイアル（ 日本）
  - いのち耕す人々（ 日本・ドキュメンタリー）
  - STRAIT JACKET ストレイト・ジャケット（ 日本/アニメ）